# Mesquita Nova d'Istanbul

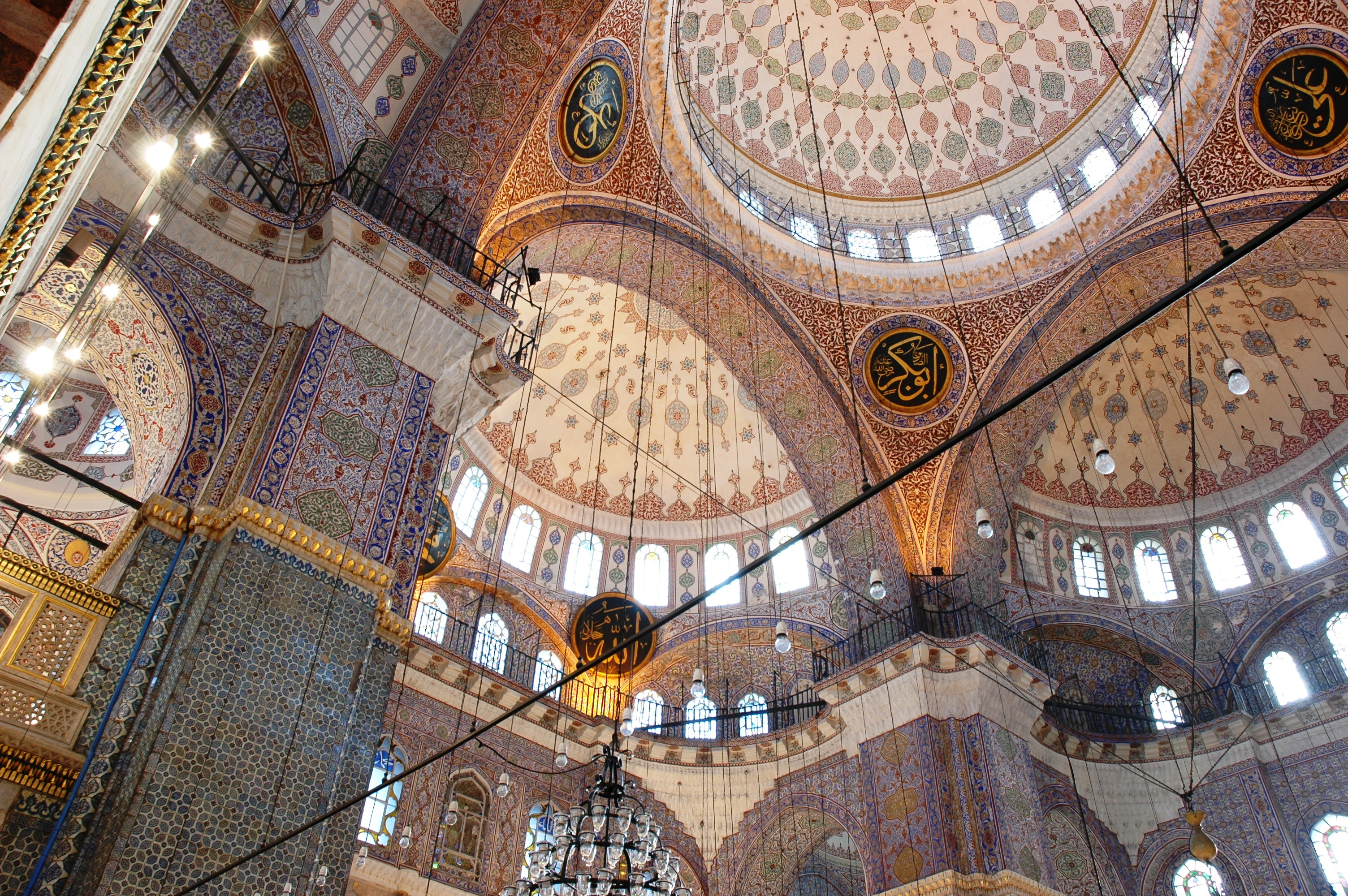
Interior de la mesquita Nova, amb rajoles florals de color blau, blanc i turquesa, provinents d'Iznik

La mesquita Nova o mesquita Yeni (en turc Yeni Cami), situada a l'extrem meridional del pont de Gàlata, és una de les més rellevants d'Istanbul, a Turquia.

## Història

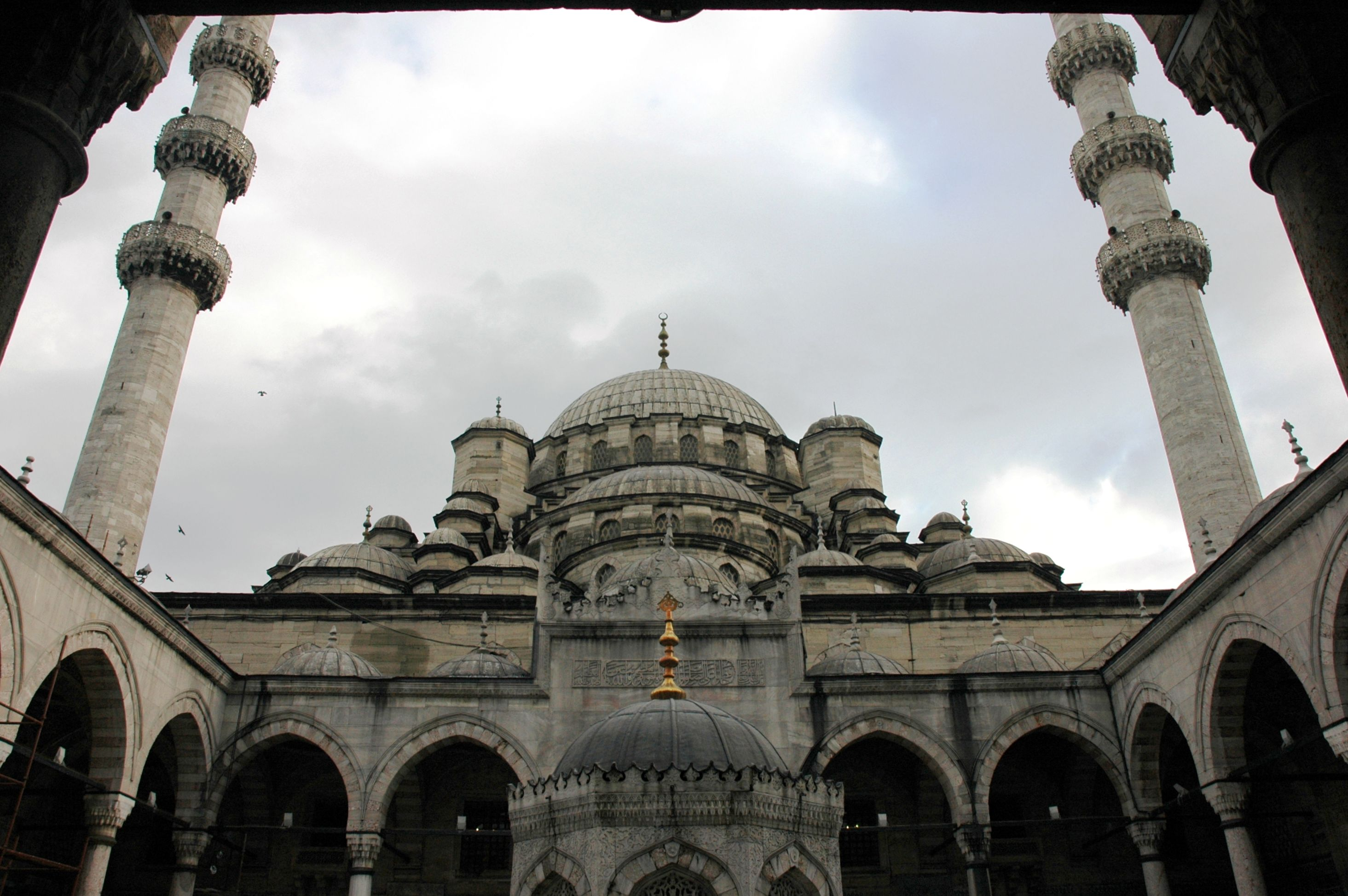
Des del pati

La construcció de la mesquita començà el 1597 amb el mandat de la soldana Safiye Valide Sultan, muller del soldà Murat III. Fou iniciada per l'arquitecte Davut Agha, continuada per Dalgç Ahmed Agha i finalment acabada per Mustafa Agha durant el regnat del soldà Mehmet IV el 1663. Els blocs de pedra utilitzats en la construcció de la mesquita foren proveïts des de l'illa de Rodes.
La mesquita prové de l'època en què unes avesades dones de l'harem van aconseguir el poder suficient per a dictar la política dels soldans otomans. La construcció va durar 66 anys a causa de les morts inoportunes de Mehmet III, fill de Safiye i la consegüent pèrdua del seu rang, i una epidèmia general a Istanbul durant els primers anys de construcció.

## Arquitectura

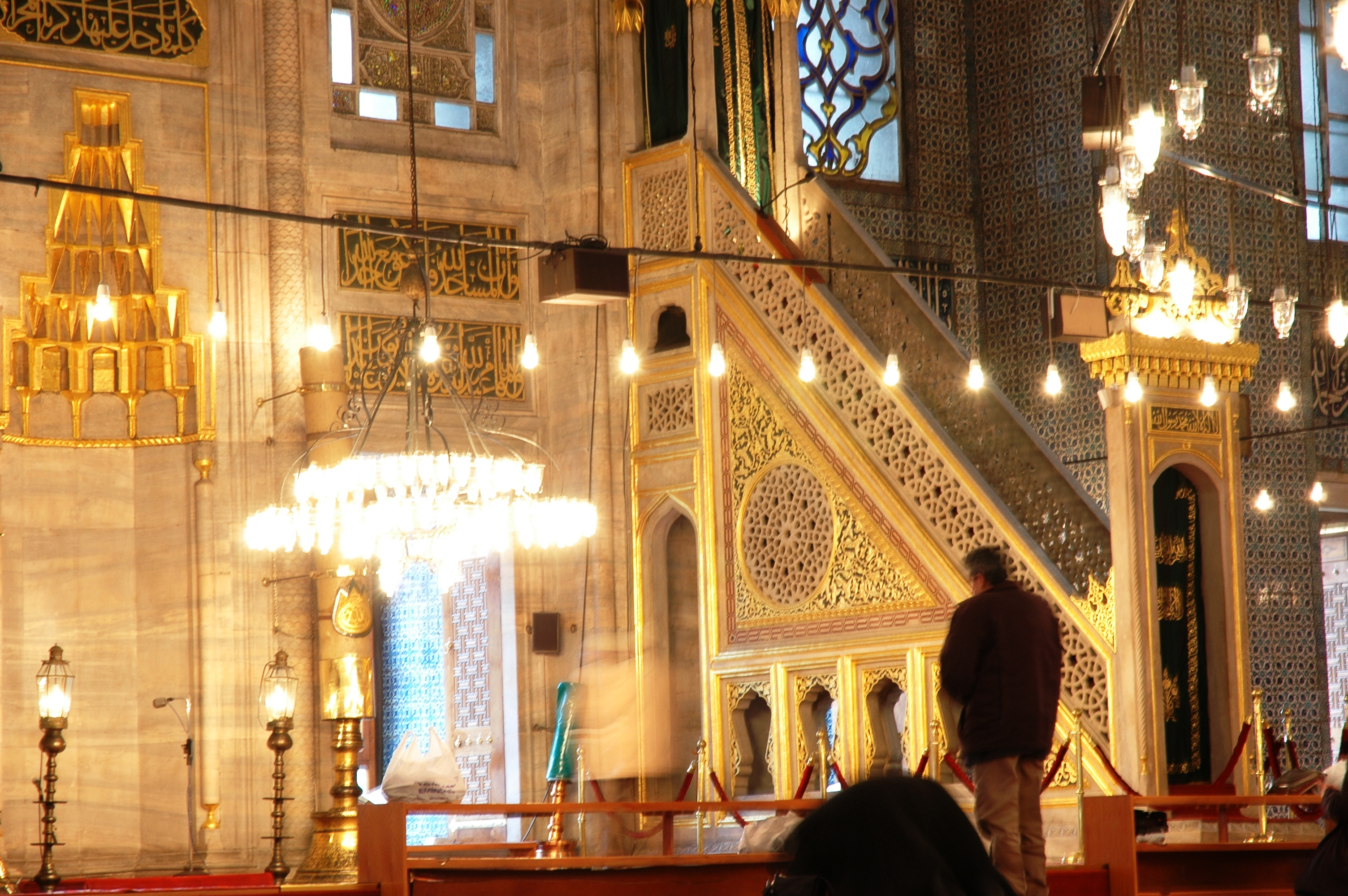
Minbar

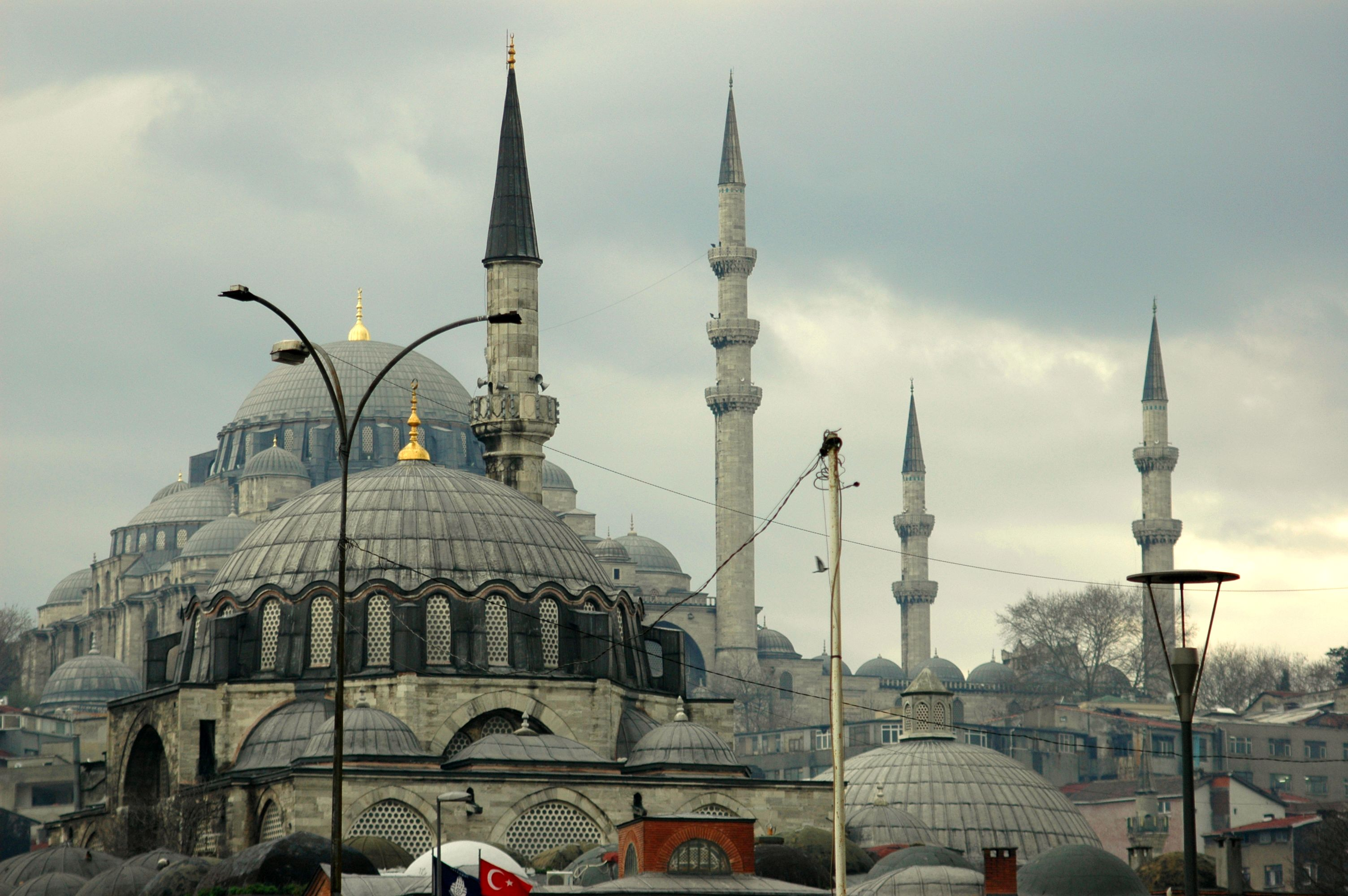
Exterior de la mesquita

Malgrat que s'aixecà quan ja s'havia superat el període clàssic de l'arquitectura otomana, presenta molts trets dels edificis imperials anteriors, com el pati monumental. La mesquita disposava d'un hospital, escola i banys públics.
Les rajoles florals de color blau, blanc i turquesa, que decoren l'interior, són provinents d'Iznik i daten del segle xvii. En aquells moments la qualitat de la seva producció ja havia començat el declivi. Són molt interessants les rajoles en forma de mitja lluna i el senzill fris alcorànic que adorna el pòrtic.